# Amtsgericht Kyritz
Das Amtsgericht Kyritz war ein preußisches Amtsgericht mit Sitz in Kyritz in der Provinz Brandenburg.

## Geschichte
Ab 1849 bestand das Kreisgericht Wittstock. Übergeordnet war das Appellationsgericht Frankfurt a. d. Oder. In Kyritz bestand eine Zweigstelle (Gerichtskommission) des Kreisgerichtes Wittstock. Im Rahmen der Reichsjustizgesetze wurden diese Gerichte aufgehoben und reichsweit einheitlich Oberlandes-, Land- und Amtsgerichte gebildet. Das königlich preußische Amtsgericht Kyritz wurde mit Wirkung zum 1. Oktober 1879 als eines von 15 Amtsgerichten im Bezirk des Landgerichtes Neuruppin im Bezirk des Kammergerichtes gebildet. Der Sitz des Gerichtes war die Stadt Kyritz. Sein Gerichtsbezirk umfasste den Kreis Ostprignitz ohne die Teile, die den Amtsgerichten Havelberg, Meyenburg, Pritzwalk, Rheinsberg und Wittstock zugeordnet waren. Am Gericht bestanden 1880 zwei Richterstellen. Das Amtsgericht war damit ein mittelgroßes Amtsgericht im Landgerichtsbezirk.
Im Jahre 1952 wurden in der DDR die Amtsgerichte abgeschafft und stattdessen Kreisgerichte gebildet. Kyritz kam zum Kreis Kyritz im Bezirk Potsdam, zuständiges Gericht war damit das Kreisgericht Kyritz. Das Amtsgericht Kyritz wurde aufgehoben. Mit dem Gesetz über die Neugliederung der Kreisgerichtsbezirke im Land Brandenburg (Brandenburgisches Kreisgerichtsbezirksgesetz – BbgKrGBG) vom 8. Dezember 1992 wurde das Kreisgericht Kyritz zum 1. Januar 1993 aufgehoben. Entsprechend entstand auch das Amtsgericht Kyritz nicht wieder neu.